# マティアス・クンチュ
マティアス・クンチュ（Matthias Kuntzsch, 1935年9月22日 - ）は、ドイツ出身の指揮者。

## 経歴
1935年、カールスルーエ生まれ。ハノーファー音楽・演劇大学でカール・エンゲルにピアノ、モーツァルテウム音楽院で指揮法を習得し、ロヴロ・フォン・マタチッチ、ヘルベルト・フォン・カラヤン、パブロ・カザルスの各氏の教えを受けた。
1950年にブラウンシュヴァイク歌劇場で指揮者デビューを飾る。1959年から1964年までバイロイト音楽祭のアシスタントを務め、1962年から1964年までボン歌劇場、1964年から1966年までマンハイム国立歌劇場、1966年から1969年までハンブルク国立歌劇場、1969年から1973年までミュンヘン国立歌劇場、1973年から1977年までリューベック歌劇場、1973年から1985年までザールブリュッケン国立歌劇場のそれぞれの首席指揮者を歴任した。1981年から1986年までバイロイト音楽祭の国際ユース管弦楽団を指揮し、1986年から1989年までスペインのバスク国立交響楽団の芸術顧問を務めた。
1989年にアメリカに移住し、1992年からベイ・エリア夏季歌劇場の音楽監督を務めている。

## 註
1. ↑  naxos.jp
2. ↑  公式サイト
3. ↑   International Who's Who in Classical Music 2007. Europa Publications Limited. (2007). p. 436. ISBN 9781857434163
4. ↑  “MATTHIAS KUNTZSCH”. 2016年12月30日時点のオリジナルよりアーカイブ。2016年12月30日閲覧。

| スタブアイコン | サブスタブ | この項目は、まだ閲覧者の調べものの参照としては役立たない、音楽関係者（バンド等）に関連した書きかけの項目です。この項目を加筆・訂正などしてくださる協力者を求めています（P:音楽/PJ:芸能人）。 |